# C/1986 P1 Wilson
La Cometa Wilson, formalmente C/1986 P1 (Wilson), è una cometa non periodica.
Al momento della sua scoperta, avvenuta il 5 agosto 1986, suscitò l'aspettativa che potesse raggiungere la magnitudine 3,4 divenendo così visibile a occhio nudo. Invece da un certo momento cominciò a diminuire rapidamente di luminosità; questo fatto probabilmente era l'avvisaglia, non compresa sul momento, della frantumazione del suo nucleo cometario che ha portato alla nascita di un'altra cometa, più piccola e con quasi esattamente la stessa orbita del corpo progenitore.
Il nucleo di questa seconda cometa è stato avvistato per la prima volta il 14 febbraio 1988.
L'orbita della cometa presenta come unica caratteristica, conservata da entrambi i frammenti, di una piccola MOID con i pianeti Giove e Marte.